# Chagalahatti, Bangalore North
Chagalahatti là một làng thuộc tehsil Bangalore North, huyện Bangalore Urban, bang Karnataka, Ấn Độ.